# TV Azteca
TV Azteca è un gruppo televisivo messicano, il più importante dopo Televisa.
Fondato nel 1983 come proprietà statale, con il nome di Instituto Mexicano de la Televisión ("Imevisión"), è stato privatizzato con il suo attuale nome nel 1993. Il suo fiore all'occhiello è il telegiornale Hechos, ma negli ultimi anni la sua produzione di telenovelas, oltre ad aumentare sensibilmente gli ascolti in patria, lo ha reso conosciuto anche internazionalmente.
Possiede due canali, Azteca 7 e Azteca 13, e gestisce la programmazione di una terza rete nazionale, adn40, e del network di Città del Messico a+.
In Italia, grazie ad un accordo col canale satellitare Lady Channel, dal 2009 al 2012 sono state trasmesse in esclusiva telenovelas della sua recente library in lingua originale con sottotitoli.

## Canali televisivi

### Reti terrestri

#### Azteca Uno
Rete televisiva generalista che trasmette reality show, talk show, film, sport e notiziari. È una delle prime reti televisive messicane per ascolti.

#### Azteca 7
Rete televisiva dedicata a un pubblico giovane e generalista. Durante il giorno trasmette cartoni animati sia statunitensi che giapponesi. Nel tardo pomeriggio trasmette propria series ragazzi prodotti da altre aziende. In prima serata trasmette serie televisive statunitensi.

#### A Más
Rete televisiva disponibile solo a Città del Messico. Trasmette film messicani, serie televisive e telenovelas prodotte.

#### adn40
Rete televisiva disponibile solo a Città del Messico. Trasmette notiziari e programmi d'attualità e d'approfondimento.

### Via cavo
- Corazón
- Clic!
- Mundo (precedentemente Azteca Trece Internacional)
- Cinema
- Romanza+ África (Africa) - creato in collaborazione con Grupo Cisneros de Venezuela e AfricaXP, trasmette nell'Africa anglofona